# Klaus Kelle

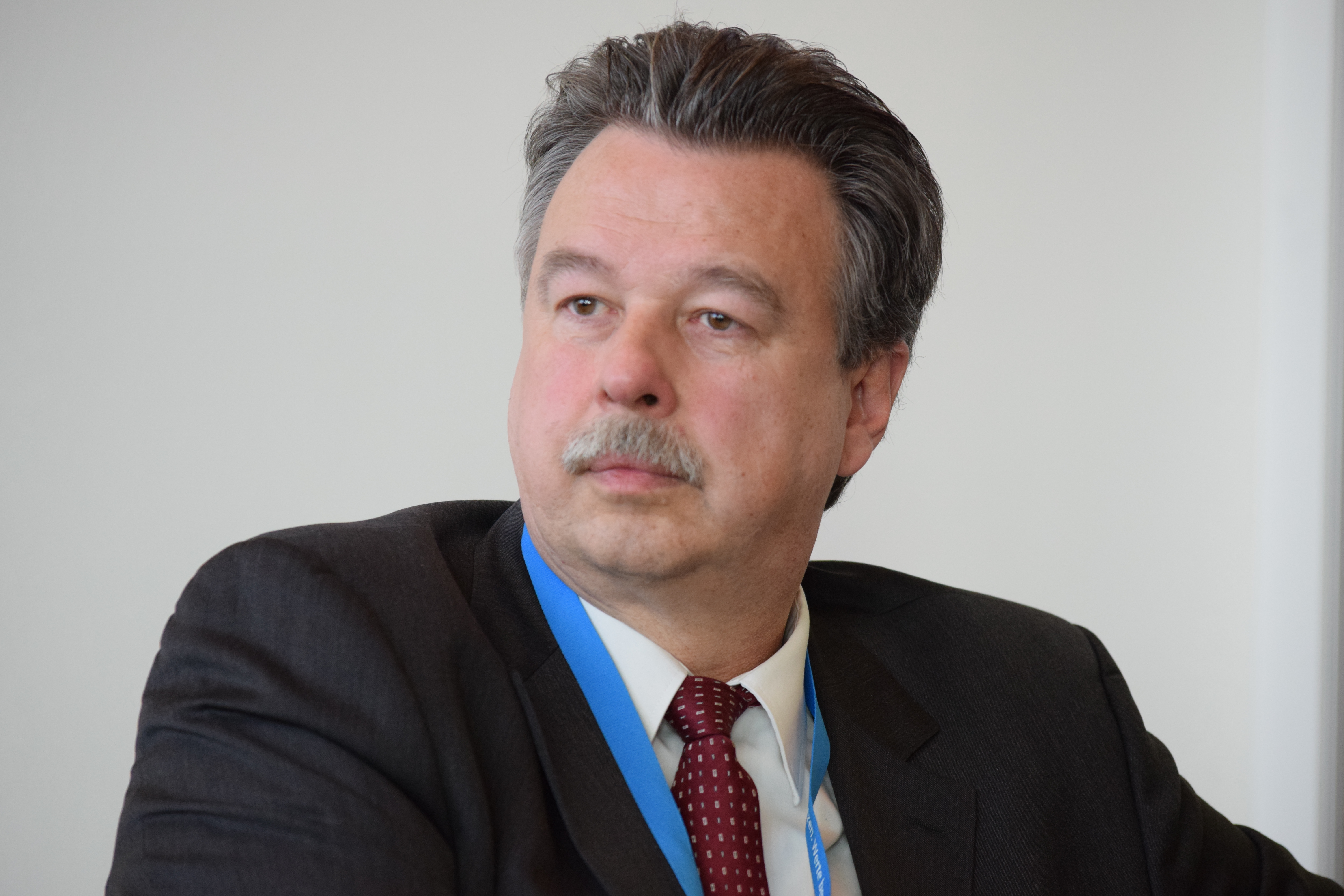
Klaus Kelle, 2015

Klaus Kelle (* 28. Mai 1959 in Bad Salzuflen) ist ein deutscher Journalist, Publizist und Medienunternehmer.

## Leben
Kelle begann seine journalistische Ausbildung bei der Tageszeitung Westfalen-Blatt in Bielefeld. Anschließend war er Redaktionsleiter der Hamburger Morgenpost in Bremen und wurde 1988 kurzzeitig von Klaus-Peter Schulenberg zum Leiter der Redaktion des Weser Reports bestellt.
1989 wurde er Pressesprecher der CDU-Bürgerschaftsfraktion in Bremen. Später wurde er stellvertretender Chefredakteur des Hörfunksenders Hundert,6 in Berlin, Chefredakteur des Berliner Rundfunks, der Freiburger Zeitung zum Sonntag, der First News in Augsburg sowie der 20 Minuten Köln (bis 2000) der norwegischen Verlagsgruppe Schibsted. Zuletzt war er beim Axel-Springer-Konzern als stellvertretender Redaktionsleiter von Bild NRW tätig.
2007 ging Kelle als Medienunternehmer in die Selbstständigkeit und gründete mit damaligen Kollegen die KelleCOM GmbH in Düsseldorf, zu deren Geschäftsführer er gewählt wurde. Das Unternehmen wurde im Mai 2020 liquidiert.
Zudem betrieb er über die NRW.jetzt GmbH, die im Jahr 2012 liquidiert wurde, das Onlinemagazin NRW.jetzt, und schreibt Gastkolumnen unter anderem bei Bayernkurier, Welt am Sonntag, Focus Online, Die Tagespost, Kath.net und Die Freie Welt sowie eine wöchentliche Kolumne unter dem Titel Politisch inkorrekt bei RP Online. Kelle ist seit 1978 Mitglied der CDU.
Kelle ist verheiratet mit der Journalistin und Publizistin Birgit Kelle und Vater von vier Kindern.
Klaus Kelle ist seit 2008 Mitglied des OMCT Tempelritterordens.

## Politisches Engagement
Kelle ist Mitglied der CDU und des politischen Vereins Werteunion e. V. Er ist Initiator und Veranstalter einer Sammlungsbewegung Vollversammlung der wahren Schwarmintelligenz, die jährliche Treffen veranstaltet und bei der sich gemäß Medienberichten im Jahr 2020 „prominente Werteunion- und AfD-Politiker tummeln werden und eine gemeinsame Resolution angekündigt“ sei. Als Teilnehmer am sogenannten „Schwarmtreffen“ in Erfurt im September 2020 wurden unter anderem Hans-Georg Maaßen und die stellvertretende Bundesvorsitzende der Werteunion, Simone Baum, Holger Thuß, EIKE e. V., Hermann Binkert und Markus Krall angekündigt. Ebenso nahmen an diesem Treffen nach eigenen Angaben Kelles der Geschäftsführer und Chefredakteur der Wochenzeitung Junge Freiheit, Dieter Stein, sowie Vera Lengsfeld teil. Die Thüringer Allgemeine beurteilt, unter Bezugnahme auf Kelle selbst, dass sich mit dieser Versammlung ein „rechtskonservatives Netzwerk“ treffe, das sich „um neue, andere Mehrheiten“ bemühe.

## Eigene Medien
In seiner Online-Tageszeitung The GermanZ, die Anfang Dezember 2016 gestartet und 2021 überarbeitet und wesentlich erweitert wurde, will Kelle „sagen, was die schweigende Mehrheit denkt“. Außerdem betreibt er den Blog Denken erwünscht.

## Schriften (Auswahl)
- Politisch inkorrekt. Texte gegen den Strom (= Heimat Edition der Rheinischen Post). Rheinische Post Verlagsgesellschaft, Düsseldorf 2013, ISBN 978-3-9816252-3-3.
- Bürgerlich, christlich, sucht ...: biete Meinung statt Mitte. Fontis-Verlag, Basel 2017, ISBN 978-3-03848-107-2.